# Вилађо Пирандело
Вилађо Пирандело је насеље у Италији у округу Агриђенто, региону Сицилија.
Према процени из 2011. у насељу је живело 84 становника. Насеље се налази на надморској висини од 55 м.